# La Chascona
La Chascona è una casa del Barrio Bellavista di Santiago del Cile appartenuta al poeta Pablo Neruda.

## Storia
La Chascona riflette lo stile eccentrico di Neruda, in particolare il suo amore per il mare, ed è ora una destinazione popolare per i turisti. Neruda iniziò a lavorare alla casa nel 1953 per la sua allora amante segreta, Matilde Urrutia, i cui capelli rossi ricci ispirarono il nome della casa. Chascona è una parola spagnolo-cilena di origine quechua che si riferisce a una criniera selvaggia di capelli. La Chascona è gestita dalla Pablo Neruda Foundation.
Nella casa, c'è un dipinto, donato ad Urrutia da Neruda, che raffigura un'Urututia a due facce, una faccia che raffigura l'Urrutia come cantante conosciuta dal pubblico, e l'altra raffigurante l'amante conosciuta da Neruda. Il dipinto ha anche un'immagine nascosta, la vista di profilo del volto di Neruda nascosto tra i suoi capelli, che mostra la loro relazione segreta continua. Urrutia sarebbe diventata la terza moglie del poeta e si assunse il compito di restaurare la casa dopo la morte del poeta nel 1973, quando La Chascona subì danni durante il colpo di stato militare.